# Technopatie
Technopatie – somatyczne choroby i urazy zwierząt. Powstają wskutek negatywnego wpływu środowiska. Związane są z nowoczesnymi technologiami wykorzystywanymi w hodowli. Nie są one zakaźne i nazywa się je chorobami cywilizacyjnymi zwierząt. Oprócz problemów fizycznych dotyczą też zaburzeń psychicznych, które objawiają się powtarzającymi się, nienaturalnymi zachowaniami. Główną przyczyną technopatii jest złe dopasowanie warunków hodowli — na przykład niewłaściwe budynki, pomieszczenia lub sprzęt, które nie odpowiadają naturalnej budowie i potrzebom zwierząt. Takie problemy mogą pojawić się przy chowie bezściołowym, gdy zwierząt jest dużo w jednym miejscu lub gdy produkcja odbywa się według sztywnych, technologicznych zasad.